# Ángel Tulio Zof
Ángel Tulio Zof (né le 8 juillet 1928, et mort le 26 novembre 2014) est un footballeur et entraîneur argentin.

## Palmarès d'entraineur
championnat d'Argentine 1987